# Парализа меденог месеца
Парализа меденог месеца једна компресивна неуропатија, која настаје као последица компресиј радијалног нерва код особе. којој заспи на руци друга особа. Слична је клиничкој слици парализе суботње вечери, у којој доминирају симптомима који укључују пад зглоба и сензорне дефиците који утичу на делове задњег дела подлактице, шаке и прстију. 

## Етимологија и етиологија
Општеприхваћено порекло фразе парализа меденог месеца је асоцијација на медени месец када млади брачни парови проводе време у кревету у загрљају ослоњени један другом на руку и рамени појас. Након превише дугог лежања у том положају, често праћеног и прекомерном употребом алкохолног пића, дешава се да, често у стању ступора, праћеног продуженим периодом непокретности у пределу аксиле или пазуха долази до истезања или компресије плексуса и настаје компресивна неуропатија радијалног нерва, или брахијална плексопатија повезана са дугим притиском на предео пазуха и надлактице.

## Релевантна анатомија
Радијални живац је један од три главна нерва који инервишу горње удове, друга два су улнарни и средњи живац. Међу овим живцима радијални живац је један од најважнијих нервних снопова који својим нервним влакнима контролише горње удове.
Добро познавање анатомије радијалног нерва је од суштинског значаја за разумевање уобичајених механизама и локација његове повреде (оштећења). Радијални нерв прима инервацију од Ц5 до Т1 кичмених корена. Грана се од задњег снопа брахијалног плексуса, и потом излази из пазушне јаме, постериорно до брахијалне аксиле. У надлактици, радијални нерв се грана у моторне гране до мишића трицепса и анконеуса пре него што се омота око хумеруса у спиралном жлебу (познатом и као радијални жлеб). Три сензорне гране, које снабдевају кожу преко трицепса и задњег дела подлактице, такође се одају на овом нивоу. Овде, његова близина са лакатном кости или хумерусом чини га подложним компресији и/или трауми.

## Терапија
Лечење подразумева супортивну терапију са уклањањем спољашње компресије.